# Tony Battie
Demetrius Antonio "Tony" Battie (Dallas, Teksas, 11. veljače 1976.) američki je profesionalni košarkaš. Igra na poziciji krilnog centra, a može igrati i centra. Trenutačno je član NBA momčadi Philadelphia 76ersa. Izabran je u 1. krugu (5. ukupno) NBA drafta 1997. od strane Denver Nuggetsa.

## Srednja škola i sveučilište
Pohađao je srednju školu South Oak Cliff High School. Poslije srednje škole, odlučio se na pohađanje sveučilišta Texas Tech te je svoju sveučilišnu karijeru završio kao najbolji bloker momčadi sa 162 blokade.

## NBA karijera
Izabran je kao 5. izbor NBA drafta 1997. od strane Denver Nuggetsa. Nakon samo jedne sezone s Nuggetsima, Battie je mijenjan u Boston Celticse. U dresu Celticsa, proveo je šest godina te je u sezoni 2003./04. mijenjan u Cleveland Cavalierse. Ubrzo je ponovno mijenjan u Orlando Magice u zamjenu za Drewa Goodena i prava na Andersona Varejãoa. 25. lipnja 2009. Battie je mijenjan u New Jersey Netse zajedno s Courtneyjem Leejom i Raferom Alstonom u zamjenu za Ryana Andersona i Vincea Cartera. U srpnju 2010. Battie je potpisao ugovor za Philadelphia 76erse.

## NBA statistika

### Regularni dio
| Godina    | Klub       | Odig. uta. | Uta. poč. | Min. | 2P%  | 3P%   | Sl. bac.% | Skok. | Asist. | Ukr. lop. | Blok. | Poena |
| --------- | ---------- | ---------- | --------- | ---- | ---- | ----- | --------- | ----- | ------ | --------- | ----- | ----- |
| 1997./98. | Denver     | 65         | 49        | 23.2 | .446 | .214  | .702      | 5.4   | .9     | .8        | 1.1   | 8.4   |
| 1998./99. | Boston     | 50         | 15        | 22.4 | .519 | .000  | .672      | 6.0   | 1.1    | .6        | 1.4   | 6.7   |
| 1999./00. | Boston     | 82         | 4         | 18.4 | .477 | .125  | .675      | 5.0   | .8     | .6        | .9    | 6.6   |
| 2000./01. | Boston     | 40         | 25        | 21.1 | .537 | .000  | .638      | 5.8   | .4     | .7        | 1.5   | 6.5   |
| 2001./02. | Boston     | 74         | 73        | 24.6 | .541 | .000  | .677      | 6.5   | .5     | .8        | .9    | 6.9   |
| 2002./03. | Boston     | 67         | 62        | 25.1 | .539 | .200  | .746      | 6.5   | .7     | .5        | 1.2   | 7.3   |
| 2003./04. | Boston     | 23         | 6         | 21.8 | .479 | 1.000 | .697      | 5.1   | .9     | .3        | .9    | 5.9   |
| 2003./04. | Cleveland  | 50         | 1         | 19.5 | .427 | .125  | .768      | 4.8   | .7     | .4        | .9    | 5.4   |
| 2004./05. | Orlando    | 81         | 32        | 23.4 | .460 | .000  | .723      | 5.6   | .5     | .4        | 1.0   | 4.9   |
| 2005./06. | Orlando    | 82         | 82        | 27.0 | .507 | .000  | .664      | 5.6   | .6     | .6        | .8    | 7.9   |
| 2006./07. | Orlando    | 66         | 66        | 23.9 | .489 | .000  | .675      | 5.2   | .5     | .4        | .4    | 6.1   |
| 2008./09. | Orlando    | 77         | 3         | 15.6 | .489 | .222  | .659      | 3.6   | .4     | .3        | .3    | 4.8   |
| 2009./10. | New Jersey | 15         | 0         | 8.9  | .350 | .250  | .700      | 1.5   | .2     | .3        | .1    | 2.4   |
| Ukupno    |            | 772        | 418       | 22.0 | .490 | .143  | .690      | 5.3   | .6     | .5        | .9    | 6.4   |

### Doigravanje
| Godina    | Klub    | Odig. uta. | Uta. poč. | Min. | 2P%  | 3P%  | Sl. bac.% | Skok. | Asist. | Ukr. lop. | Blok. | Poena |
| --------- | ------- | ---------- | --------- | ---- | ---- | ---- | --------- | ----- | ------ | --------- | ----- | ----- |
| 2001./02. | Boston  | 16         | 16        | 27.7 | .488 | .000 | .619      | 7.6   | .8     | .6        | 1.9   | 6.1   |
| 2002./03. | Boston  | 10         | 10        | 21.3 | .564 | .000 | .500      | 4.9   | .5     | .4        | 1.4   | 6.6   |
| 2006./07. | Orlando | 4          | 4         | 21.8 | .389 | .000 | .250      | 4.0   | .3     | .0        | .0    | 3.8   |
| 2008./09. | Orlando | 21         | 0         | 6.1  | .467 | .000 | .600      | 1.0   | .1     | .0        | .1    | 2.1   |
| Ukupno    |         | 51         | 30        | 17.1 | .495 | .000 | .553      | 4.0   | .4     | .3        | .9    | 4.4   |

## Vanjske poveznice
- Profil na NBA.com
- Profil na Basketball-Reference.com